# Uta Kron
Uta Kron (* 25. Februar 1943 in Würzburg; † 1. April 2020 in Berlin) war eine deutsche Archäologin. 
Nach dem Studium der Klassischen Archäologie sowie Griechisch, Latein, Geschichte und Vor- und Frühgeschichte an der Universität Würzburg und der Freien Universität Berlin (FU Berlin) legte Uta Kron an der Universität Würzburg das Staatsexamen in Griechisch, Latein und Geschichte ab. 1972/73 wurde sie bei Erika Simon mit der Arbeit Die zehn attischen Phylenheroen promoviert. Sie arbeitete ab 1973 als wissenschaftliche Mitarbeiterin beim Lexicon Iconographicum Mythologiae Classicae (LIMC). 1973/74 erhielt sie das Reisestipendium des Deutschen Archäologischen Instituts (DAI); 1976–1979 war sie wissenschaftliche Hilfskraft in der Abteilung Athen des DAI (Samos-Grabung). 
Von 1979 bis 1980 arbeitete Uta Kron als wissenschaftliche Assistentin an der Universität Zürich und von 1980 bis 1991 als wissenschaftliche Mitarbeiterin und Hochschulassistentin (C 1) an der FU Berlin. 1994 habilitierte sie sich an der FU Berlin, von 1994 bis 1997 lehrte sie an der Universität München. Von 1997 bis zu ihrer Emeritierung 2008 war sie Professorin für Klassische Archäologie an der Universität Jena. Kron war korrespondierendes Mitglied des DAI.

## Schriften
- Die zehn attischen Phylenheroen. Mann, Berlin 1976. ISBN 3-7861-2239-3 (Zugl.: Würzburg, Univ., Philos. Fak., Diss., 1972/73).
- zusammen mit Andreas E. Furtwängler: Das Siegel der Stadt Demetrias. In: Mitteilungen des Deutschen Archäologischen Instituts : Ath. Abt., Bd. 93 (1978), S. 133–160.
- Archaisches Kultgeschirr aus dem Heraion von Samos. In: Ancient Greek and related pottery, Proceedings of the International Vase Symposium in Amsterdam, 12–15 June 1984, Amsterdam 1984, S. 292–297.
- Frauenfeste in Demeterheiligtümern. Das Thesmophorion von Bitalemi; eine archäologische Fallstudie. In: Archäologischer Anzeiger (1992), S. 609–650.
- Sickles in Greek sanctuaries: votives and cultic instruments. In: Robin Hägg (Hrsg.): Ancient Greek cult practice from the archaeological evidence, Stockholm 1998 (Svenska Institutet Athēnai: [Skrifter / Oktav]; 15) S. 187–216.
- Patriotic heroes. In: Robin Hägg (Hrsg.): Ancient Greek hero cult. Stockholm 1998 (Svenska Institutet Athēnai: [Skrifter / Oktav]; 16) S. 61–183.